# Lodewijk Ernst Visser
Lodewijk Ernst Visser (Amersfoort, 21 augustus 1871 – Den Haag, 17 februari 1942) was een Nederlands jurist en president van de Hoge Raad der Nederlanden. Tijdens de Tweede Wereldoorlog was hij oprichter en voorzitter van de Joodsche Coördinatie Commissie.

## Juridische carrière
Lodewijk Visser was van Joods-Nederlandse afkomst. In 1894 promoveerde hij aan de Universiteit van Utrecht in het staatsrecht. Na korte tijd in Parijs te hebben gestudeerd ging Visser als advocaat aan de slag. In 1897 werd hij ambtenaar op het ministerie van Buitenlandse Zaken. Deze functie hield hij na een aantal jaren voor gezien omdat hij meende daar als jood weinig carrièremogelijkheden te hebben vanwege de Dreyfus-affaire in Frankrijk, die tot een toename van het antisemitisme in Nederland leidde. In 1903 nam Visser zijn werk als advocaat weer op, maar verruilde in hetzelfde jaar deze betrekking voor die van rechter bij de rechtbank Rotterdam. In 1911 volgde zijn promotie tot vicepresident van diezelfde rechtbank.

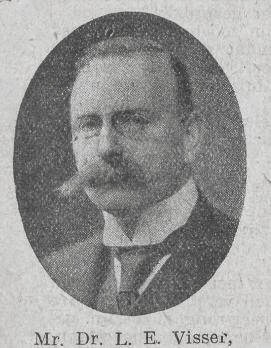
Lodewijk Visser, 1915

In 1915 trad hij als raadsheer toe tot de Hoge Raad. In 1933 werd hij vicepresident en in 1939 president van de Hoge Raad. Al snel na het begin van de bezetting, op 21 november 1940, werd hij door de Duitse bezetter geschorst en per 1 maart 1941 ontslagen, als onderdeel van het ontslag van alle joodse ambtenaren. Geen van de raadsheren van de Hoge Raad tekende protest aan naar aanleiding van zijn schorsing en ontslag.

## Activiteiten tijdens de Tweede Wereldoorlog
Visser zette zich tijdens de Tweede Wereldoorlog in voor de joodse bevolking. Hij was de voorzitter van de Joodse Coördinatie Commissie - in tegenstelling tot de Joodsche Raad een autonome organisatie die in december 1940 door de toenmalige twee joodse religieuze genootschappen was opgericht - en was tevens een van de voornaamste medewerkers van de illegale krant Het Parool. In de loop van 1941 kwam hij herhaaldelijk op voor de belangen van de joodse mannen die bij de razzia's van februari en juni 1941 in Amsterdam en september-oktober dat jaar in het oosten van het land, waren gedeporteerd naar Duitse concentratiekampen. Hij deed een beroep op de hoogste Nederlandse ambtenaren, de secretarissen-generaal van de departementen in Den Haag, om bij de Duitse bezettingsautoriteiten te interveniëren. Toen dit onvoldoende opleverde en er steeds meer doodsberichten kwamen van de naar de concentratiekampen weggevoerde joodse Nederlanders, deed Visser, uitsluitend op persoonlijke titel en niet namens een joodse organisatie, een beroep op Hanns Rauter, de hoogste baas van de Duitse politie en SS in Nederland. Deze weigerde hem te ontvangen en toen Visser zich vervolgens schriftelijk tot hem wendde, beantwoordde hij Vissers verzoek niet.
Ook nadat de Joodse Coördinatie Commissie door de bezetter in oktober 1941 was opgeheven en de Joodse Raad als enige door de bezetter erkende vertegenwoordiger van de joodse Nederlanders was overgebleven, bleef Visser kritisch tegenover de raad. Hierover voerde hij een correspondentie met David Cohen, een van de twee voorzitters van de Joodse Raad. Daarnaast bleef Visser contact onderhouden met regeringsambtenaren in Den Haag om hen te bewegen zich voor de joodse Nederlanders in te zetten. De Duitse bezetters dreigden hem in een concentratiekamp te plaatsen als hij niet met zijn activiteiten ophield, maar enkele dagen na dit dreigement overleed hij op 70-jarige leeftijd aan een hersenbloeding. Zijn vrouw Cornelia Wertheim overleed in het doorgangskamp Westerbork.
In Amsterdam is het Mr. Visserplein tussen de Jodenbreestraat, de Weesperstraat en de Muiderstraat naar hem vernoemd.
In Den Haag bevindt zich in de wijk het Benoordenhout in Duinzigt aan de Theo Mann Bouwmeesterlaan het joods woonzorgcentrum het mr. L.E. Visserhuis: een appartementencomplex met verpleeghuis. Tot ongeveer het jaar 2000 stond het in Scheveningen aan de Doorniksestraat in het Belgische Park. In het in 2016 opgeleverde gebouw van de Hoge Raad der Nederlanden aan het Korte Voorhout, is een zaal naar Visser vernoemd.